# Isabelle Duquesnoy
Pour les articles homonymes, voir Duquesnoy.
Isabelle Duquesnoy  née à Paris en 1960, est une écrivaine de nationalité et d'expression française, auteur de romans historiques.

## Biographie
Isabelle Duquesnoy est née en 1960 à Paris et est diplômée d'histoire et de restauration du patrimoine.
Son ouvrage Les Confessions de Constance Mozart sort en 2003 aux éditions Plon, préfacé par le Mozarteum de Salzbourg.
Ses travaux sont reproduits dans le Dictionnaire Mozart de Bertrand Dermoncourt, éditions Robert Laffont ainsi que dans les livres de grammaire des éditions Didier[réf. souhaitée]. Son travail sur la vie et l'œuvre de Mozart fait l'objet de plusieurs traductions en langues étrangères (allemand, chinois, polonais, turc...).
En 2009, elle publie aux éditions Gallimard l'adaptation de la vie de Constance Mozart pour la jeunesse, sous le titre Constance, fiancée de Mozart. L'ouvrage reçoit le prix Ados 2012 à Deauville.
De 2017 à 2022, elle publie 3 romans historiques aux éditions de La Martinière, relatant les bas fonds du XVIIIe siècle, ainsi que l'utilisation des matières humaines dans la réalisation de certaines peintures exposées dans nos musées nationauxet objets du quotidien. Les ouvrages reçoivent 3 prix littéraires ,,
Le succès de ses romans tient à ses récits relatant des faits historiques avérés, souvent sinistres, émaillés de dialogues humoristiques et réalistes. Son style est décrit comme "une langue époustouflante, hilarante, entre préciosité du XVIIIe siècle et démesure rabelaisienne",.

## Publications (sélection)

### Romans historiques
- 2000 : Instants d'amitié, ouvrage collectif sous la direction de Minou Azoulai, Éditions La Martinière.
- 2003 : Les Confessions de Constanze Mozart, tome I, éditions Plon,  (ISBN 2-259-19942-9), (finaliste du prix des Muses et  prix Marie-France).
- 2005 : Les Confessions de Constanze Mozart, tome II, éditions Plon  (ISBN 2-259-20141-5). 2012 : Poche : Éditions Points, coll. « Les Grands romans ».  (ISBN 978-2757826188).
- 2009 : Constance, fiancée de Mozart, Gallimard Jeunesse, collection « Mon Histoire »  (ISBN 978-2-07-062559-8), Prix Ados 2012
- 2011 : Li Mei, suivante dans la Cité interdite, Gallimard Jeunesse, collection « Mon Histoire »  (ISBN 978-2070695171), (OCLC 762638321).
- 2012 : Anne, fiancée de Louis XIII, Gallimard Jeunesse, collection « Mon Histoire »,  (ISBN 978-2070647095).
- 2014 : Apprentie Geisha, Tokyo 1923, éditions Gallimard Jeunesse  (ISBN 2070655466).
- 2017 : L'Embaumeur ou l'Odieuse confession de Victor Renard, Éditions de La Martinière.  (ISBN 978-2-7324-8354-2), (OCLC 1003147166)[11],[12].
- 2018 : Poche : Éditions Points, coll. « Les Grands romans ».  (ISBN 2757871722)
- 2019 : La Redoutable Veuve Mozart, Éditions de La Martinière[13],[14].   (ISBN 2732491659)
- 2021 : Poche : Éditions Points, coll. « Les Grands romans ».  (ISBN 275788851X)
- 2021 : La Pâqueline ou les mémoires d'une mère monstrueuse, Éditions de La Martinière.  (ISBN 2732492612)
- 2022 : Poche : Éditions Points, coll. « Les Grands romans ».  (ISBN 2757896792)
- 2023 : La Chambre des diablesses, Robert Laffont,  (ISBN 2221260821)
- 2024 : Poche : Éditions Pocket  (ISBN 2266337459)
- 2024 : L'oiseleuse de la reine - Livre 1- Saga : Le château des soupirs, Éditions du Seuil, label Verso  (ISBN 2386431797)

### Récits et essais
- Franc-maçonne : Journal insolent d'une femme libre dans le secret des loges, éditions du Moment, 2013  (ISBN 978-2-35417-243-5) (BNF 43677678).
- Les mûres ne comptent pas pour des prunes (avec Françoise Laborde), éd. Michel Lafon, 2015  (ISBN 978-2-7499-2450-2)
- Pas de Requiem pour Mozart, éditions FAGES, 2022, collection "Deliceracio corporis  (ISBN 2849757020)

## Prix
- Grand Prix Littéraire de l'Académie nationale de Pharmacie, Paris 2023[15]
- Prix de Littérature française Lire en Poche, Gradignan 2023[16]
- Prix du Roman français Livre de Poche, St Maur 2018[6],
- Prix Ados 2012, Deauville[3],
- Prix Passeurs d'Encre 2018, Bayeux[5],
- Prix des Musiciens 2021, Paris[7]

## Participations films et documentaires
- Mozart à la lettre de Claire Alby, avec Denis Podalydès,
- Secrets d'histoire de Stéphane Bern, France 2,
- Mozart superstar de Mathias Goudeau, Arte.